# Sole & I Demoni - Back to Piper
Sole & I Demoni - Back to Piper è un album che contiene le canzoni cantate nella miniserie tv Piper (2009), regia di Francesco Vicario, tra cui alcune cover.

## Tracce
1. La vita che vorrai - Sole e i Demoni
2. Bye Bye Beautiful - I Demoni
3. A che serve - Sole e i Demoni
4. Ciao Ciao - Sole e i Demoni
5. C'era un ragazzo che come me amava i Beatles e i Rolling Stones - I Demoni
6. These Boots Are Made for Walkin' - Sole e i Demoni
7. Io e te - Jimmy Fontana e Sole
8. Ali di vento - Sole e i Demoni
9. Se tu mi lasci - Riccardo Del Turco e i Demoni
10. Io ho in mente te - I Demoni
11. Sognando la California - Sole e i Demoni
12. Parlarti d'amore - Nico Fidenco e Sole
13. Stella - Jimmy Fontana e i Demoni
14. Hurt - Sole e i Demoni
15. Si - Don Backy e Sole
16. Dove e quando - Riccardo Del Turco e I Demoni
17. Vorrei che fosse amore - Sole e i Demoni
18. Call Me Now - Margherita Vicario
19. Bye Bye Beautiful - Sole e i Demoni

## Formazione
- Clizia Fornasier (Sole): voce
- Giulio Forges Davanzati (Mario Proietti, leader de I Demoni): voce, chitarra
- Stefano Cenci: pianoforte, tastiere
- Claudio Trippa: chitarre
- Pino Santamaria: basso
- Roberto Pollito: batteria e percussioni
- Stefano Parenti: batteria
- Donato Sensini: sax
- Mirco Rinaldi: tromba e flicorno